# Sofia Huerta
Sofia Christine Huerta (Boise, Idaho, 14 de diciembre de 1992) es una futbolista profesional méxico-estadounidense que se desempeña como mediocampista y delantera en el Olympique de Lyon de la Division 1 Féminine. En 2017 debutó con la selección estadounidense.

## Trayectoria
Jugó para los Santa Clara Broncos de la Universidad de Santa Clara desde 2011 hasta 2014, la selección femenina de fútbol de México entre 2012 y 2013, y las Chicago Red Stars en la National Women's Soccer League desde 2015. Fue cedida al Adelaide United en la W-League para la temporada 2016-17.
Como su participación en la selección absoluta de México fue sólo en amistosos, todavía podía jugar oficialmente para Estados Unidos, pero necesitaba de un cambio de asociación aprobado por la FIFA, debido a que había jugado para la selección femenina de fútbol sub-20 de México en la Copa Mundial Femenina de Fútbol Sub-20 de 2012.
El 14 de septiembre de 2017, la FIFA aprobó el cambio de asociación (de México a Estados Unidos) y Huerta, al día siguiente, debutó con la selección estadounidense en un amistoso contra Nueva Zelanda.